# 四日市市
四日市市（日语：／ Yokkaichi shi */?）是位於日本三重县北部的城市，也是縣內人口最多的城市，東臨伊勢灣，位於日本四大工業核心地帶之一的中京工业核心地带。因巴斯夫等許多企業皆在市內設立工廠，使四日市市成為周邊區域的都會區中心，周邊的桑名市、鈴鹿市、龜山市都有居民都會至本市通勤；但由於當地距離名古屋市僅40公里不到，因此市內也有大量居民是前往名古屋通勤。
城市發展以四日市港為中心，過去大規模發展石油化學產業，現在為三重縣內最主要的工業城市，包括日本巴斯夫 、味之素、石原產業、科斯莫石油、JSR、DIC、日本板硝子、東洋紡及鎧俠等在此都設有工廠；而零售金融服務永旺集團也發跡於四日市。

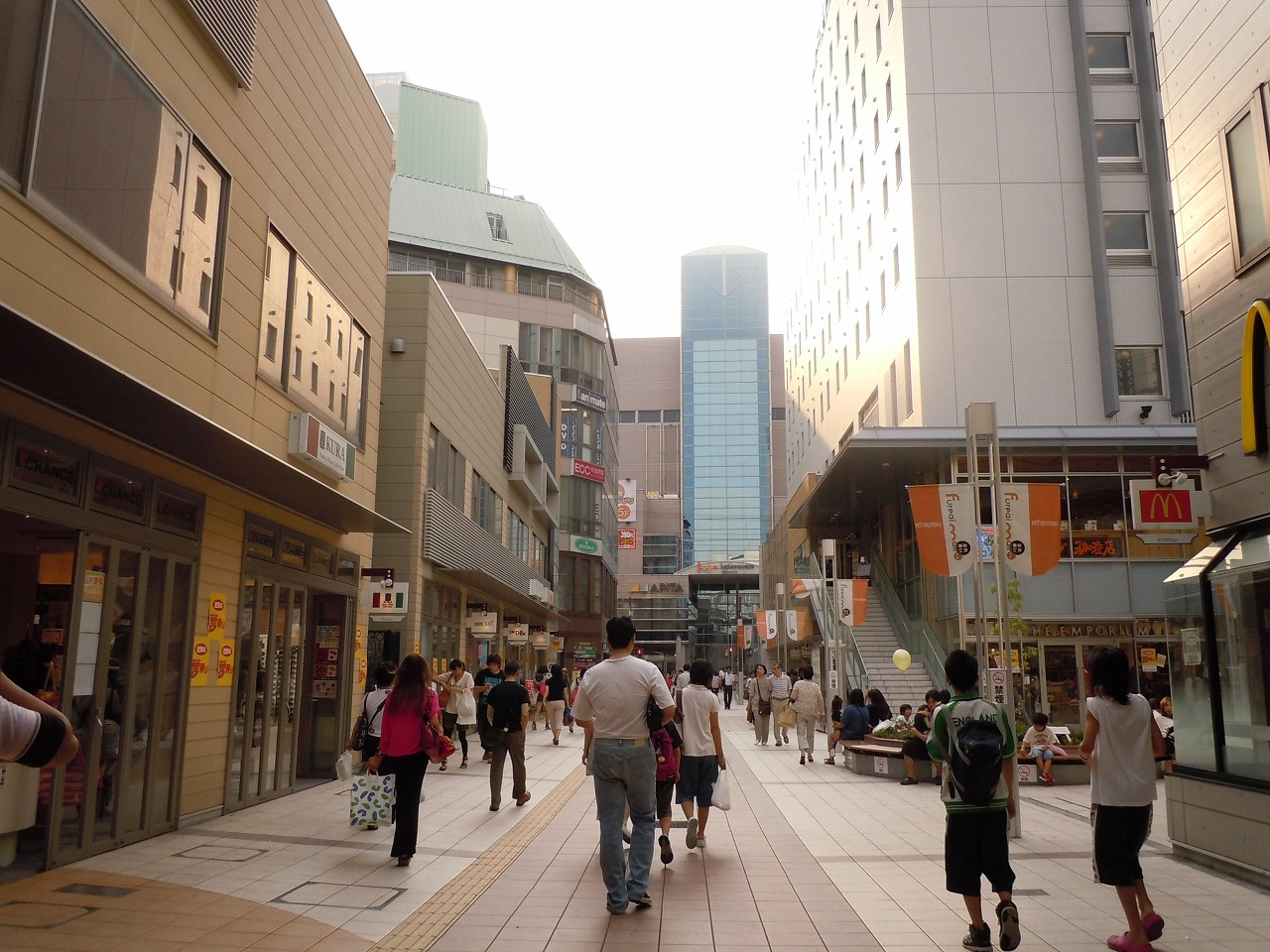
近鐵四日市站前廣場
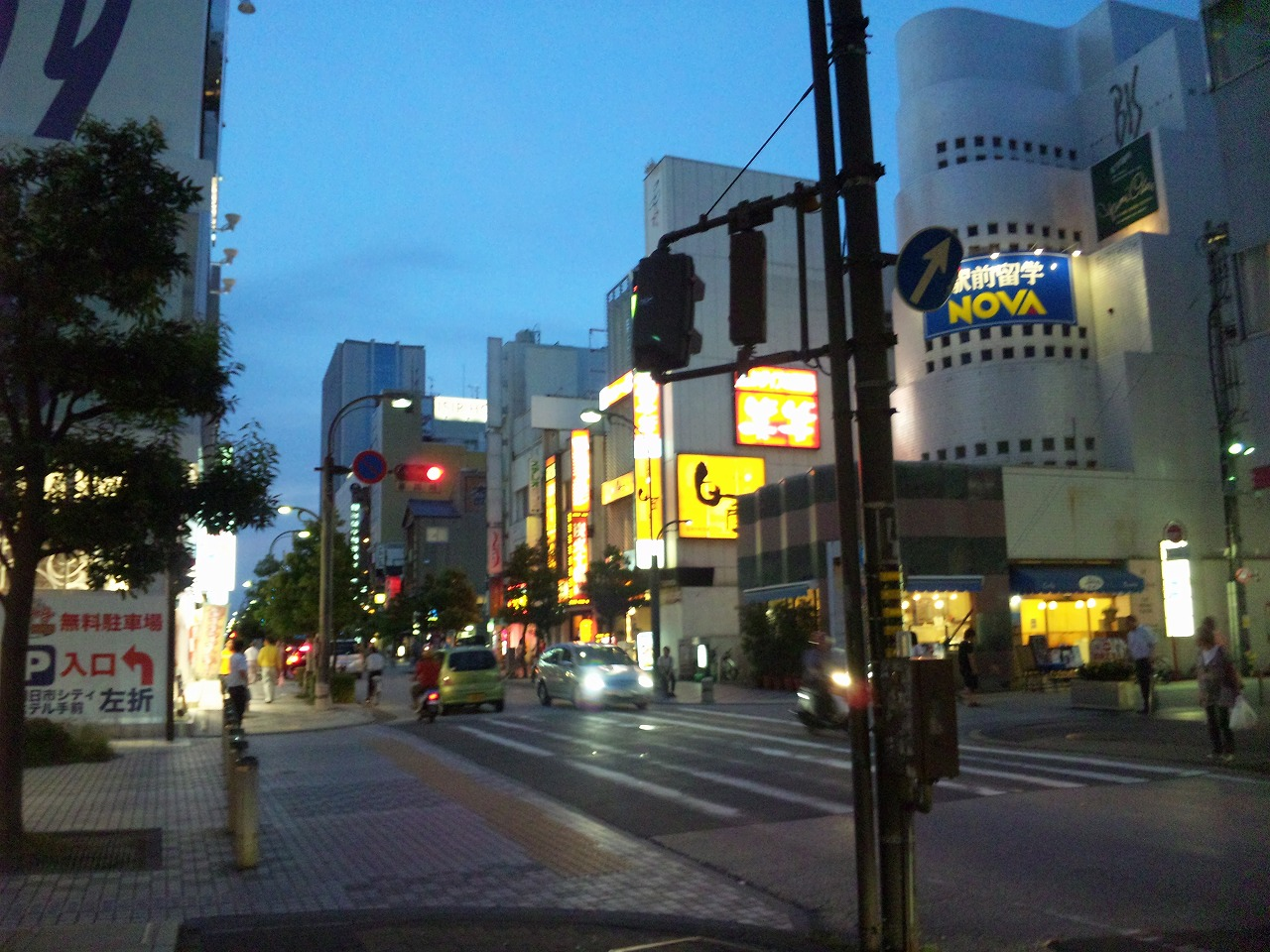
市中心西新地地區的夜景

## 人口
| 四日市市人口分布圖 |                                                 |  |
| 四日市市與日本全國年齡別人口分布比較圖 （2005年資料） | 四日市市的年齡、男女別人口分布圖 （2005年資料） |  |
| ■紫色是四日市市 ■綠色是全国 | ■藍色是男性 ■紅色是女性                         |  |
| 四日市市人口變化 \| 1970年 \| 241,405人 \| \| \| 1975年 \| 258,887人 \| \| \| 1980年 \| 266,756人 \| \| \| 1985年 \| 273,827人 \| \| \| 1990年 \| 285,015人 \| \| \| 1995年 \| 296,623人 \| \| \| 2000年 \| 302,102人 \| \| \| 2005年 \| 303,845人 \| \| \| 2010年 \| 307,766人 \| \| \| 2015年 \| 311,031人 \| \| \| 2020年 \| 305,424人 \| \| |                                                 |  |
| 資料來源：日本總務省統計中心提供之人口普查數據 |                                                 |  |
| 1970年 | 241,405人                                       |  |
| 1975年 | 258,887人                                       |  |
| 1980年 | 266,756人                                       |  |
| 1985年 | 273,827人                                       |  |
| 1990年 | 285,015人                                       |  |
| 1995年 | 296,623人                                       |  |
| 2000年 | 302,102人                                       |  |
| 2005年 | 303,845人                                       |  |
| 2010年 | 307,766人                                       |  |
| 2015年 | 311,031人                                       |  |
| 2020年 | 305,424人                                       |  |

## 歷史
現在的四日市轄區過去在令制國時代屬於伊勢國，其中大部分區域屬於三重郡，北部屬於朝明郡，南部有小部分區域屬於鈴鹿郡。
在14世紀開始此區域由眾多小勢力的豪族所掌控，這些豪族們被統稱為北勢四十八家，其中位於現在的四日市市中心的區域為赤堀氏的領域，當時由於在當地有港口因而吸引許多商人聚集，在領主赤堀氏的同意下，每月四日會在此舉辦集市，因而得到「四日市」的名稱，後來也成為此地地名。
16世紀進入江戶時代後，四日市地區成為直屬幕府的天領，因而在此設立代官所，並建有四日市陣屋，負責管理伊勢國北部，同時也建有宿場，成為東海道五十三次之一。而除了四日市地區外的周邊區域則分屬桑名藩、忍藩、菰野藩、津藩、久居藩，此外伊勢龜山藩、一宮藩、吹上藩、紀州藩在此也有小部分領地。
19世紀末明治維新後，新政府於1868年設立了度會府負責管理位於伊勢國北部原本幕府直屬的領地，1871年實施廢藩置縣後，原本屬於各藩的區域改隸屬菰野縣、忍縣、桑名縣、津縣、久居縣、桑名縣、亀山縣、吹上縣、和歌山縣、神戶縣；不過僅四個月後，位於伊勢國北部的各縣被整併為一個縣，由於最初的縣廳設安濃郡津大門町（位於現在的津市），因此命名為安濃津縣，不過又是僅三個月後，縣廳搬遷到位於四日市的四日市陣屋，由於四日是屬於三重縣，因此縣名亦隨之改為「三重縣」。雖然在1873年由於位於四日市陣屋的辦公空間不足，同時考量到三重縣未來可能會與南側的度會縣合併，因此又將縣廳遷回安濃郡，不過縣名並未再更動，而是繼續使用「三重縣」。

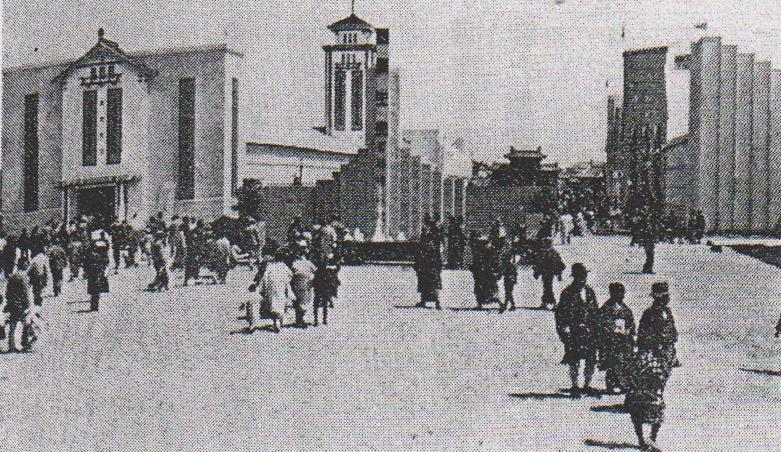
1936年舉辦的國產振興四日市大博覧會

1850年代期間曾接連發生多次安政大地震造成四日市的港口遭到損壞無法使用，三重縣廳雖曾嘗試修復港口，但資金不足且遭到居民反對因而未能完成，直到當地船運商人稻葉三右衛門投入個人資金，自1873年起花了11年重建港區，也奠定四日市港近代發展的基礎。
1889年，日本實施町村制，設立四日市町，此外現在的四日市市的範圍在當時還分屬其他23個行政區劃；1897年四日市町升格為四日市市，成為當時全日本第45個實施市制的行政區劃。1930年代至1950年代期間，四日市市大量的併入周邊的行政區劃，2005年再併入位於東南側沿海的楠町。
1899年，日本政府將四日市港列為國際貿易港口，開始對海外通商；1936年為慶祝四日市港多年的現代化工程全面完工，舉辦了「國產振興四日市博覽會」，在50天的展期中吸引超過125萬人次來訪。
1939年日本海軍開始在鹽濱地區設立第二海軍燃料廠，並在1941年開始運作，這也造成1945年四日市市成為美軍空襲的目標，甚至成為原子弹的練習彈南瓜炸彈的投放目標。
二次大戰結束後，第二海軍燃料廠遭到裁撤，原有的土地後來轉提供給大型石化業使用，形成四日市工業區；但大規模的石化產業也讓四日市市在1960年到1972年間，因市內的空氣污染而導致大量居民發生哮喘疾病，在當時被稱為四日市哮喘，被列為當時日本四大污染病之一。

## 交通

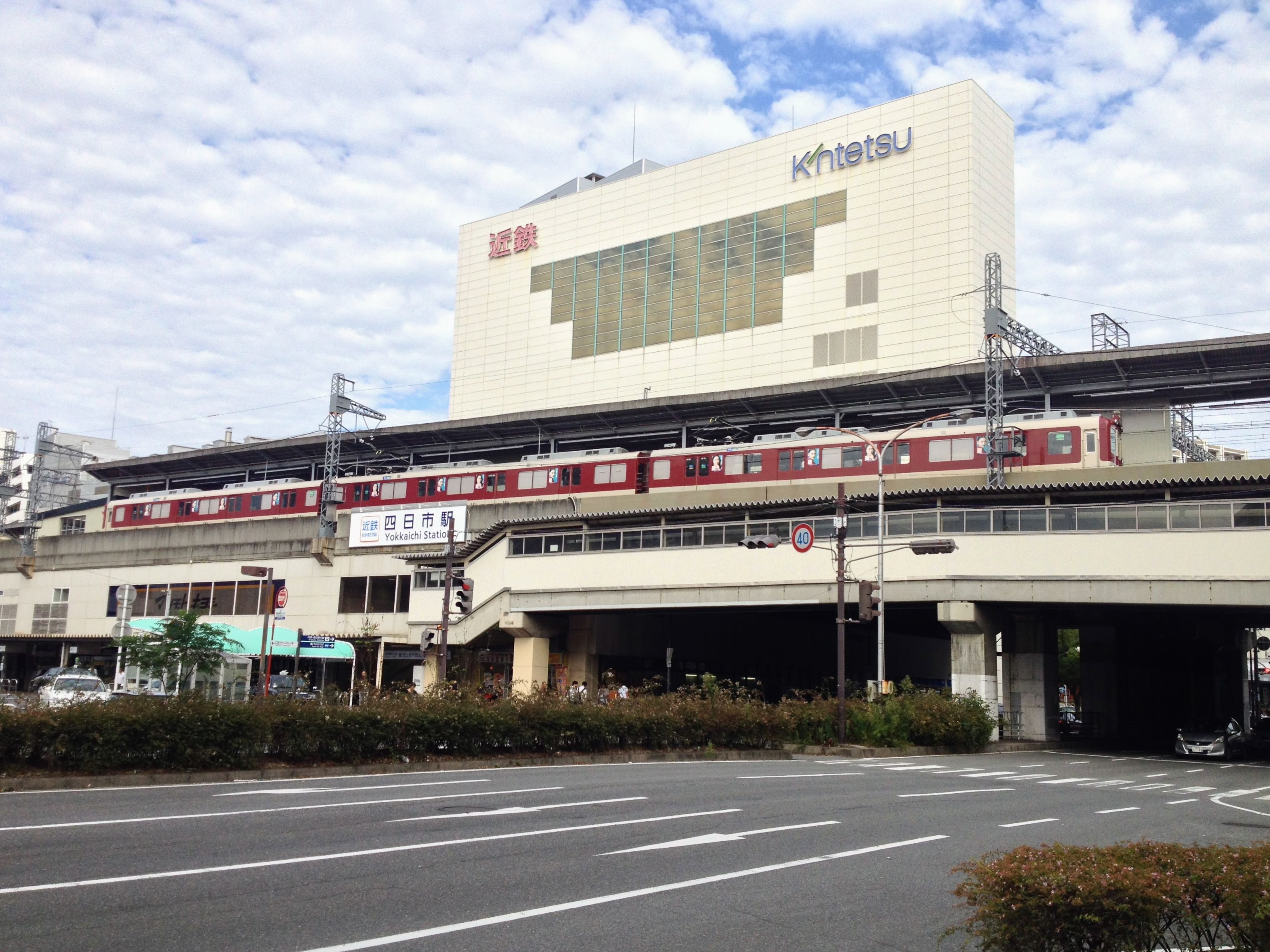
近鐵四日市車站

四日市市內有東海旅客鐵道、近畿日本鐵道、三岐鐵道、伊勢鐵道、四日市明日狹軌鐵道等多家鐵路業者所經營共七條的鐵路路線，其中近鐵四日市車站為市內最主要的鐵路車站。
高速公路東名阪自動車道和新名神高速道路都從轄區西部通過，在位於轄內北部的四日市系統交流道交會後，再分成伊勢灣岸自動車道和東海環狀自動車道繼續往北，並可接入愛知縣。
市內的客運路線主要由三重交通、三岐鐵道及屬於三重交通集團的八風巴士所經營，此外也有社區巴士四日市市自主運行巴士和生活巴士四日市。

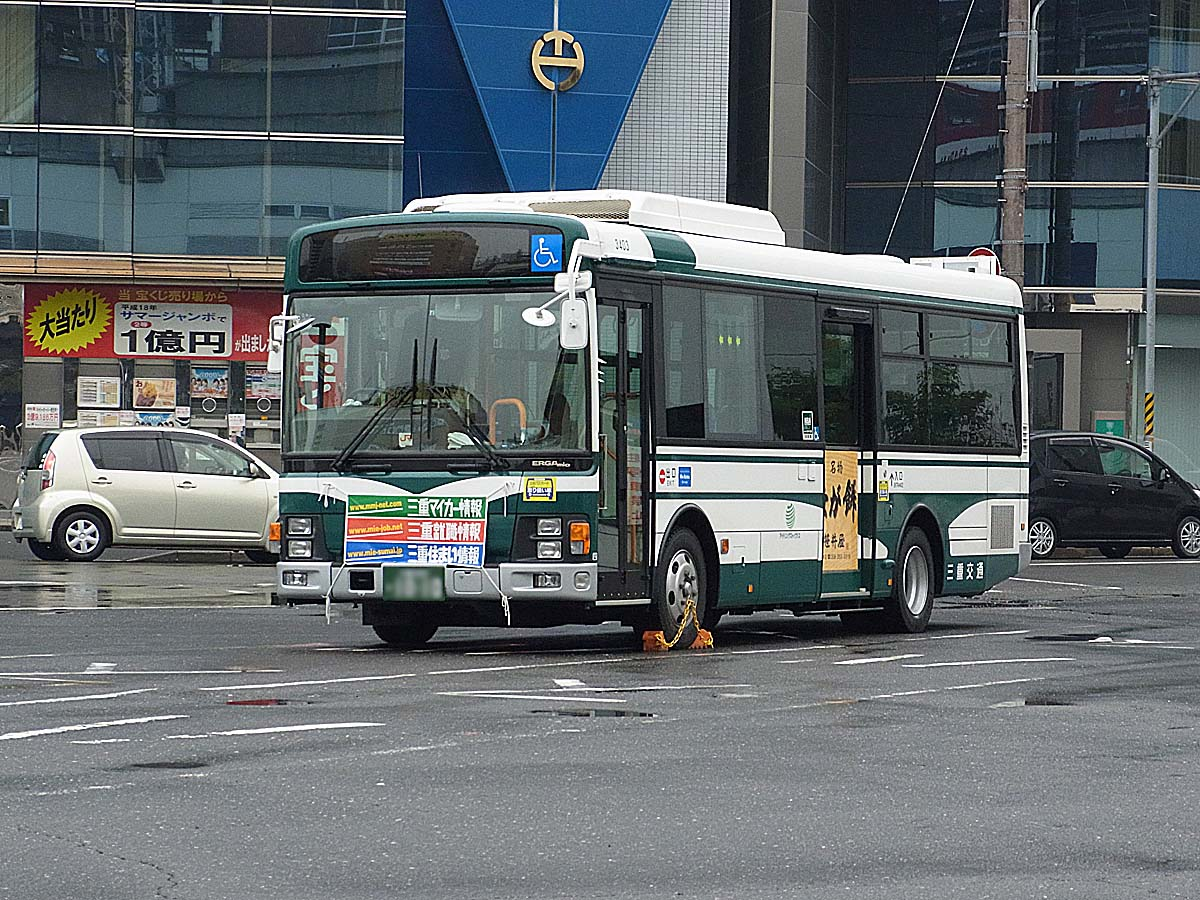
三重交通的巴士
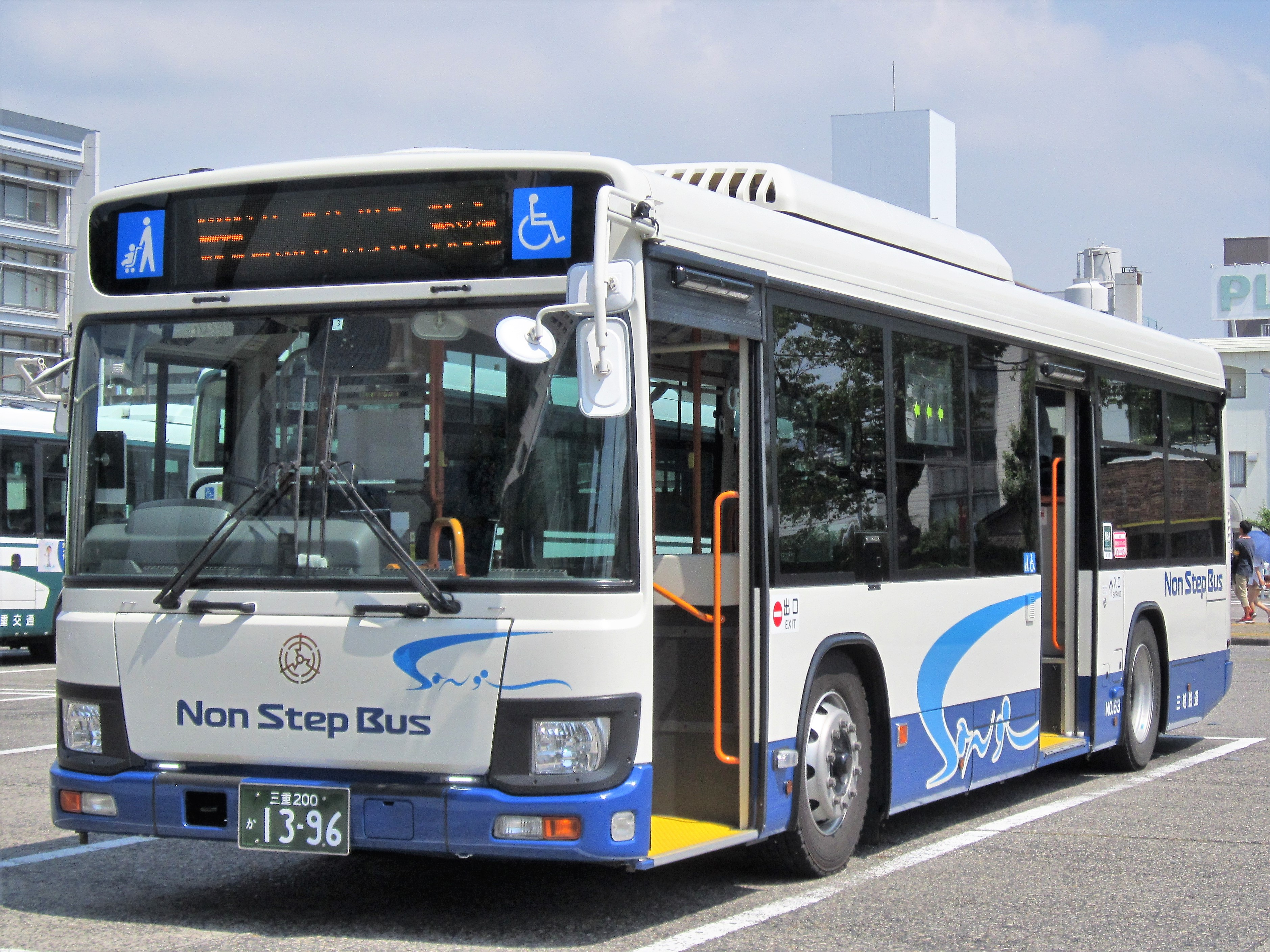
三岐鐵道的巴士
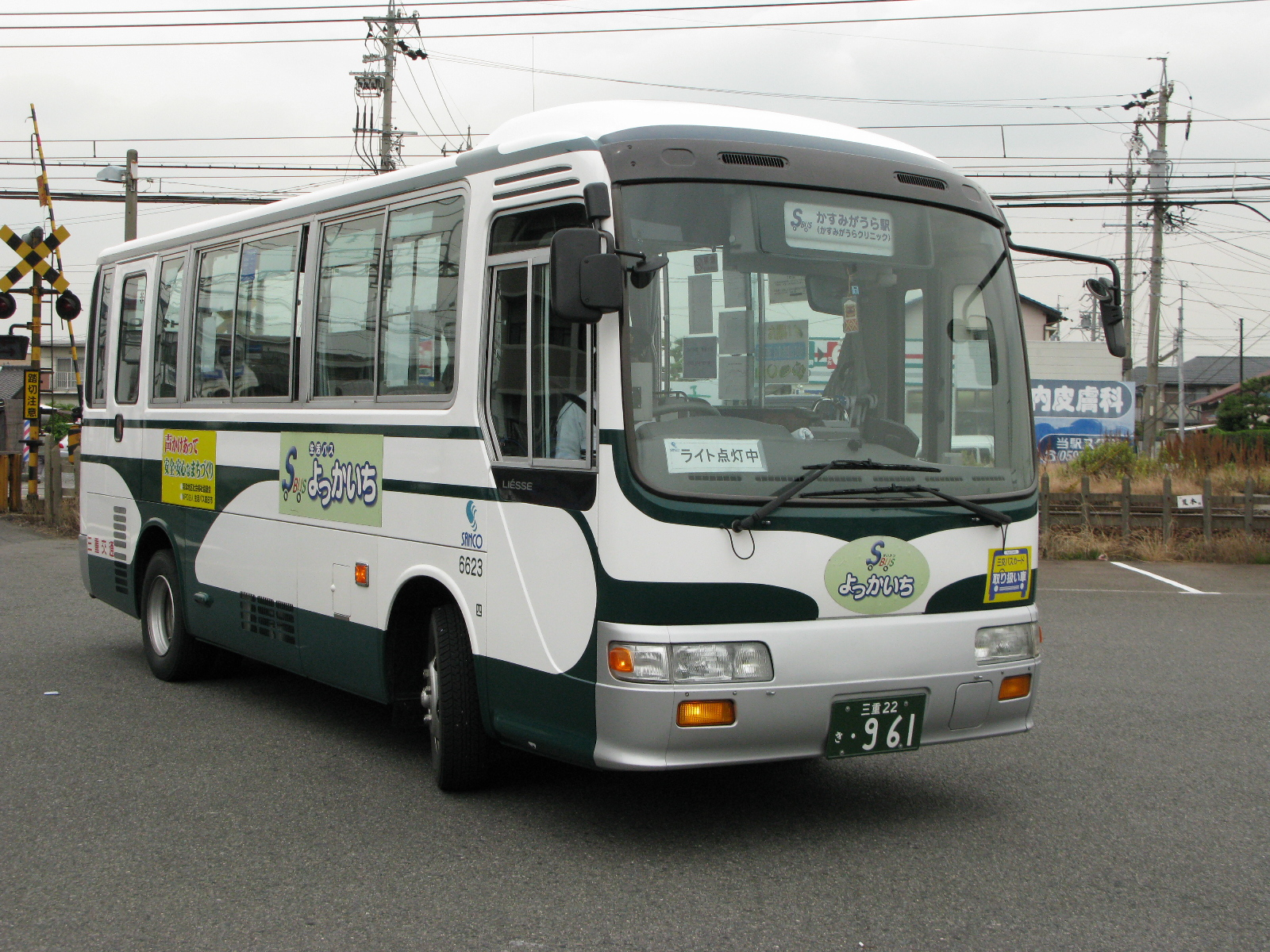
生活巴士的車輛

### 鐵路
- 東海旅客鐵道
  - 關西本線 : （←朝日町）- 富田車站 - 富田濱車站 - 四日市車站 - 南四日市車站 - 河原田車站 - （鈴鹿市→）
- 近畿日本鐵道
  - 名古屋線：（←川越町） - 近鐵富田車站 -霞浦車站 - 阿倉川車站 - 川原町車站 - 近鐵四日市車站 - 新正車站 - 海山道車站 - 鹽濱車站 - 北楠車站 - 楠車站 - （鈴鹿市→）
  - 湯之山線：近鐵四日市車站 - 中川原車站 - 伊勢松本車站 - 伊勢川島車站 - 高角車站 - 櫻車站 - （菰野町）
- 三岐鐵道
  - 三岐線：近鐵富田車站 - 大矢知車站 - 平津車站 - 曉學園前車站 - 山城車站 - 保保車站 - 北勢中央公園口車站 - （東員町→）
- 伊勢鐵道
  - 伊勢線：（四日市車站） - （南四日市車站） - 河原田車站 - （鈴鹿市→）
- 四日市明日狹軌鐵道
  - 內部線：明日狹軌四日市車站 - 赤堀車站 - 日永車站 - 南日永車站 - 泊車站 - 追分車站 - 小古曾車站 - 內部車站
  - 八王子線：日永車站 - 西日野車站

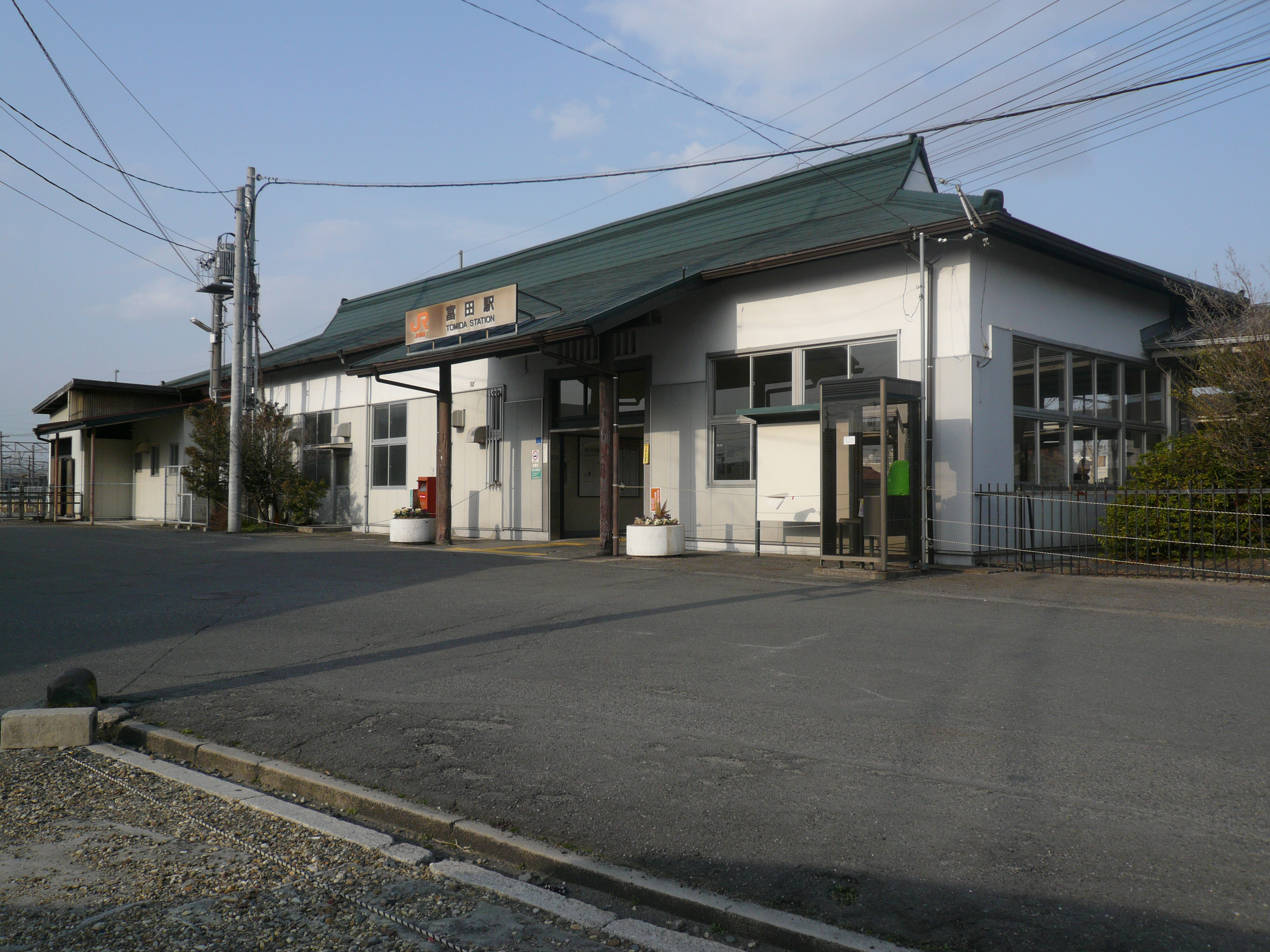
JR富田車站
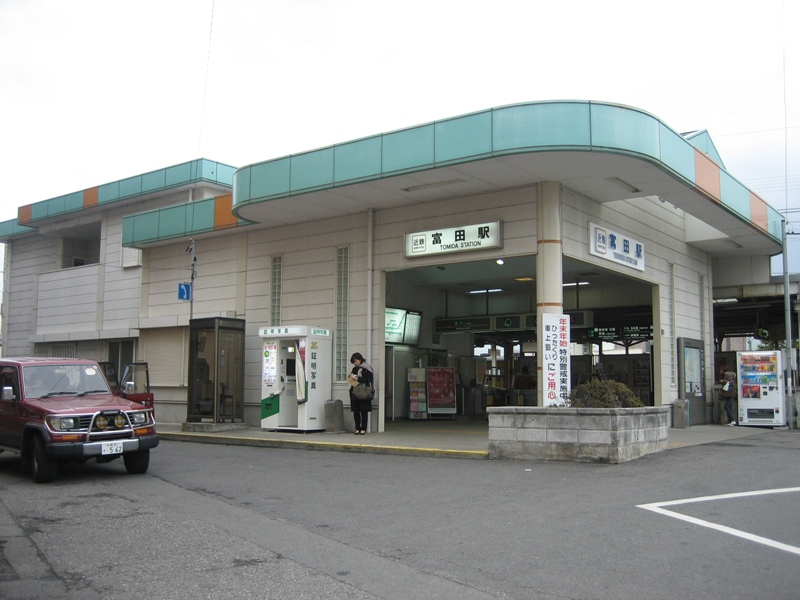
近鐵富田車站
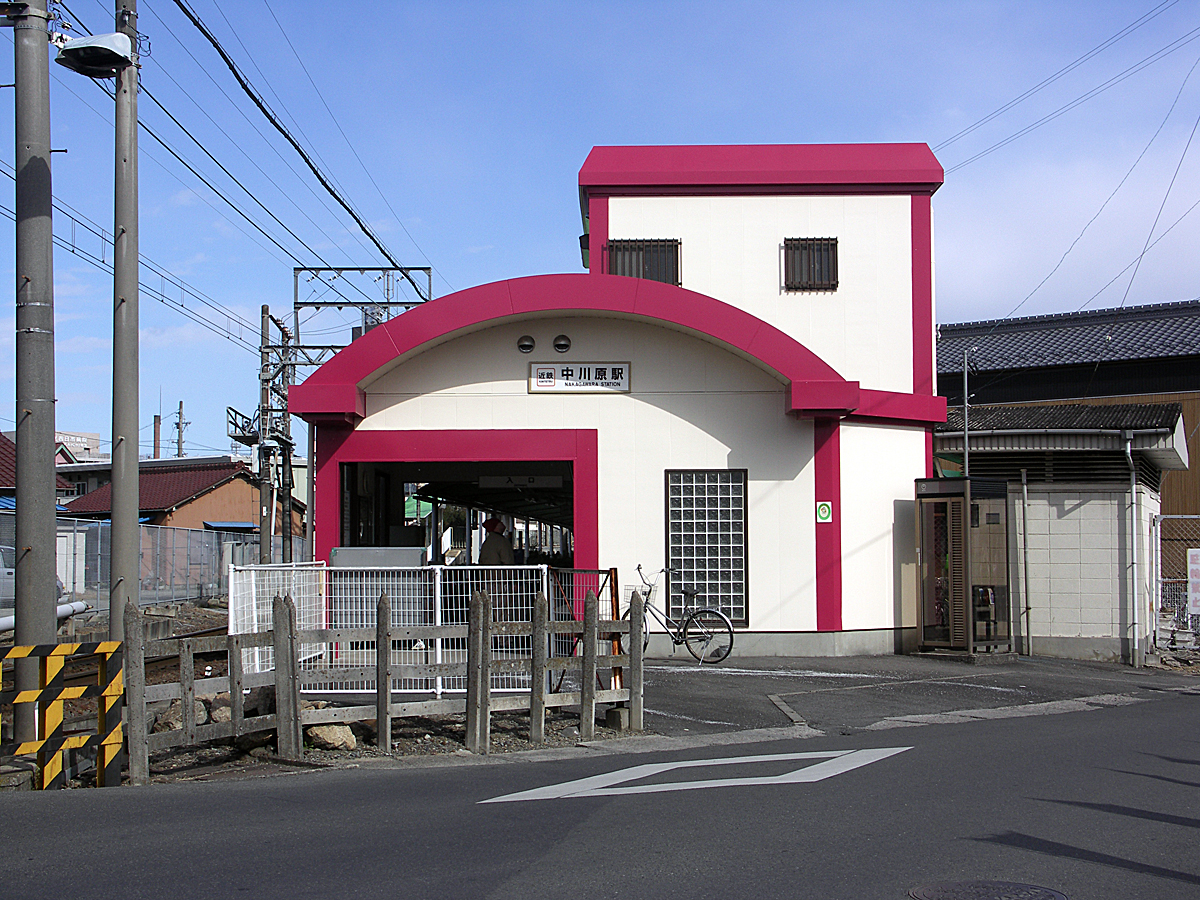
中川原車站
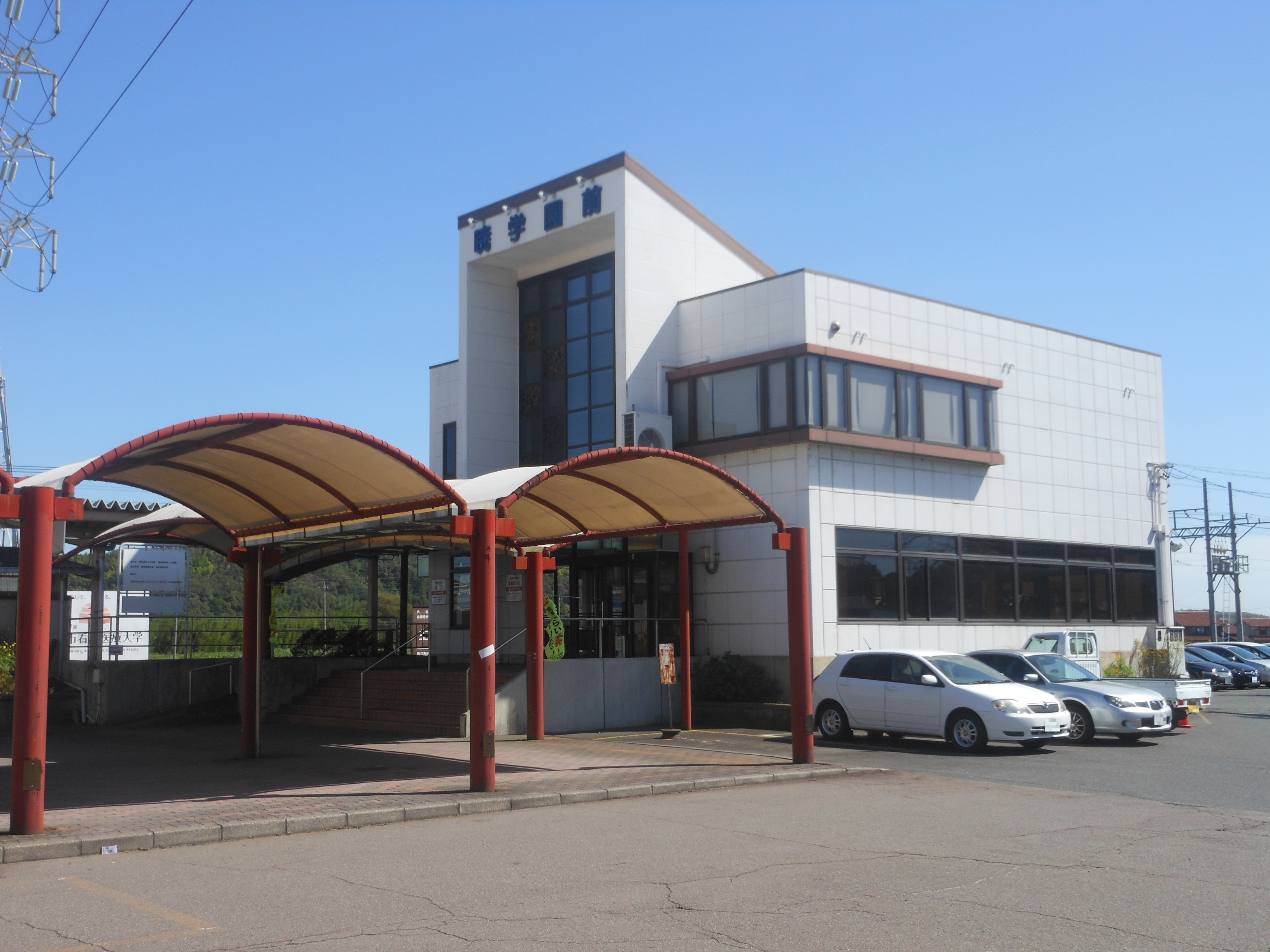
曉學園前車站
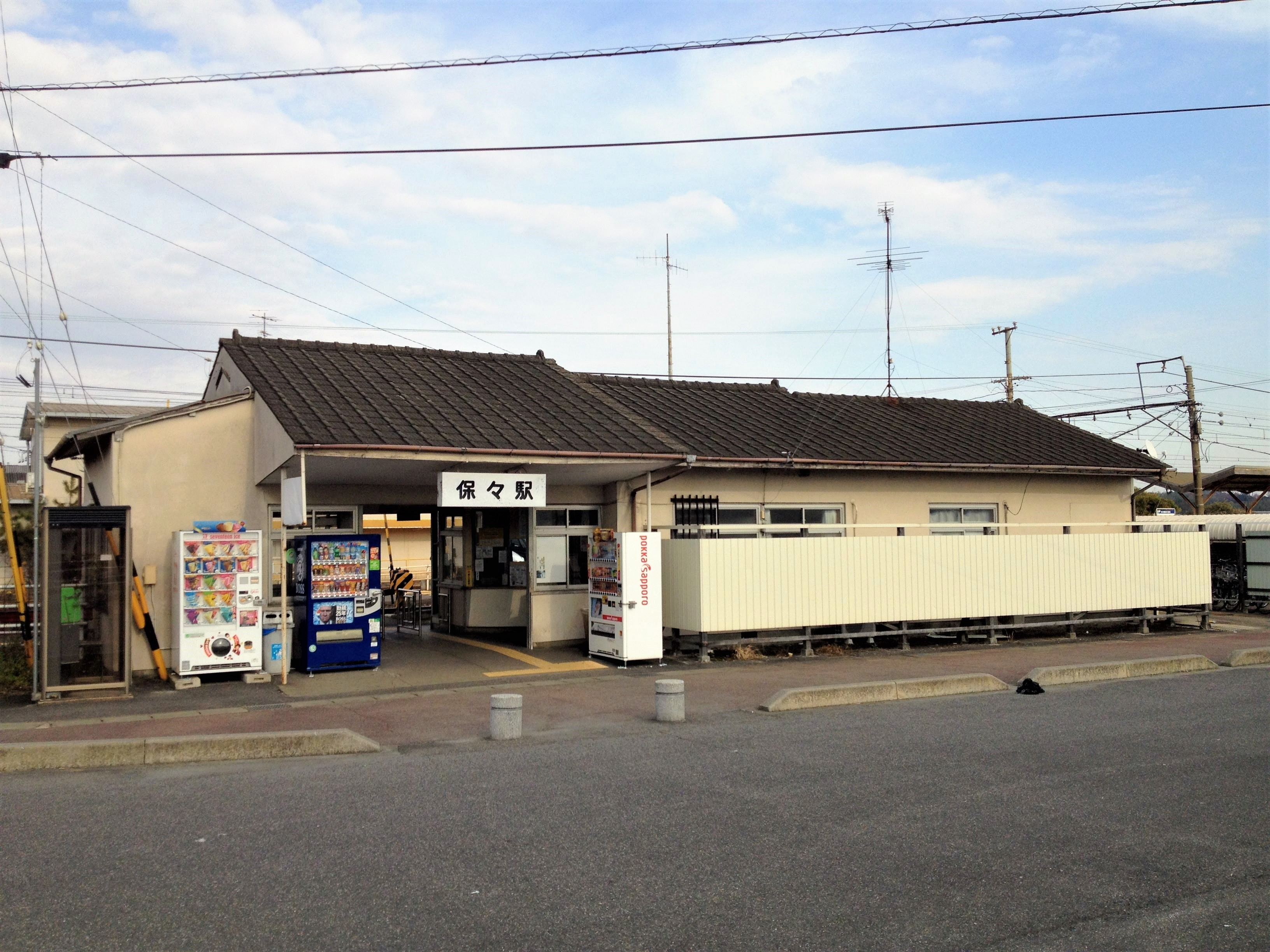
保保車站
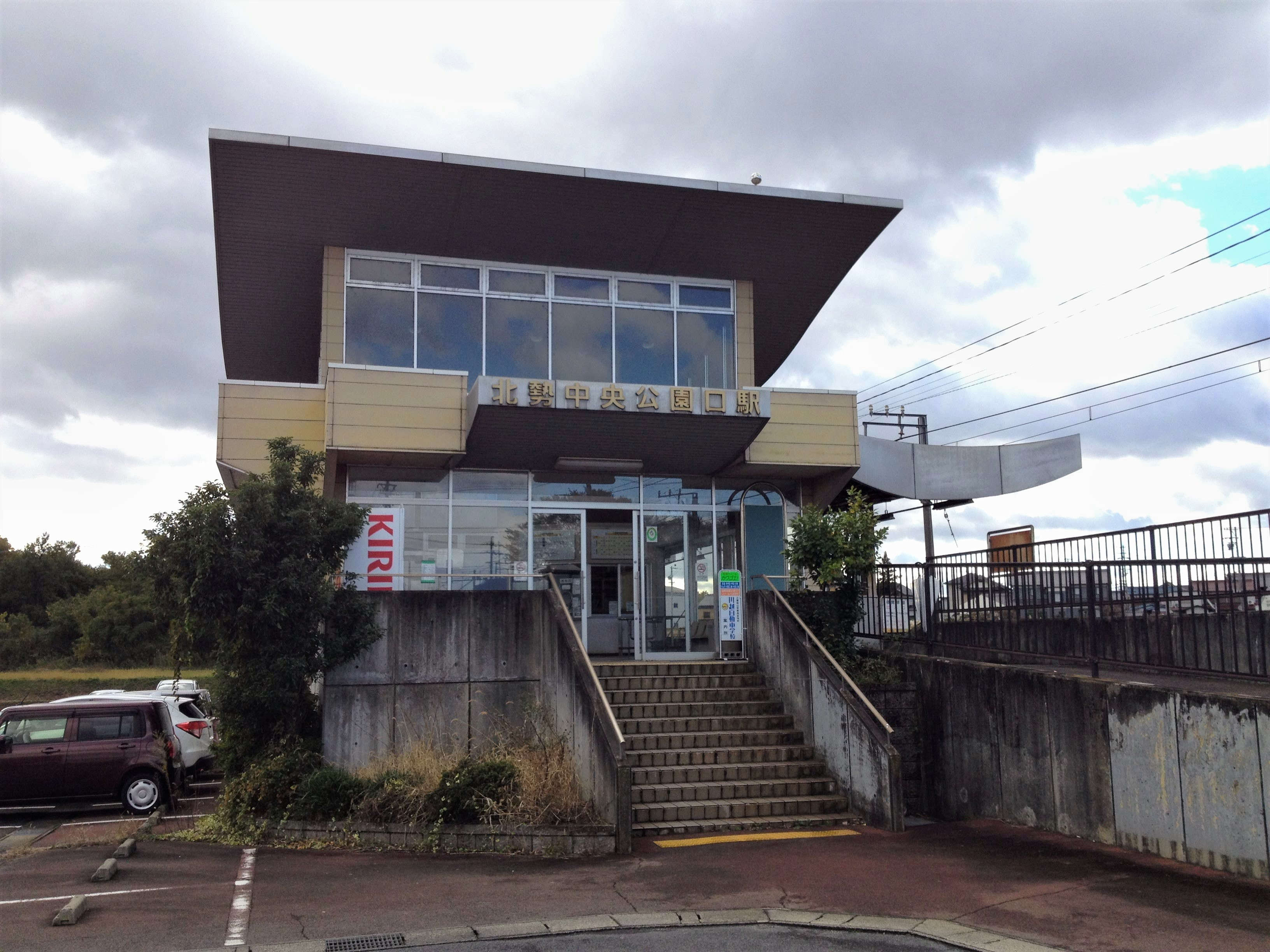
北勢中央公園口車站
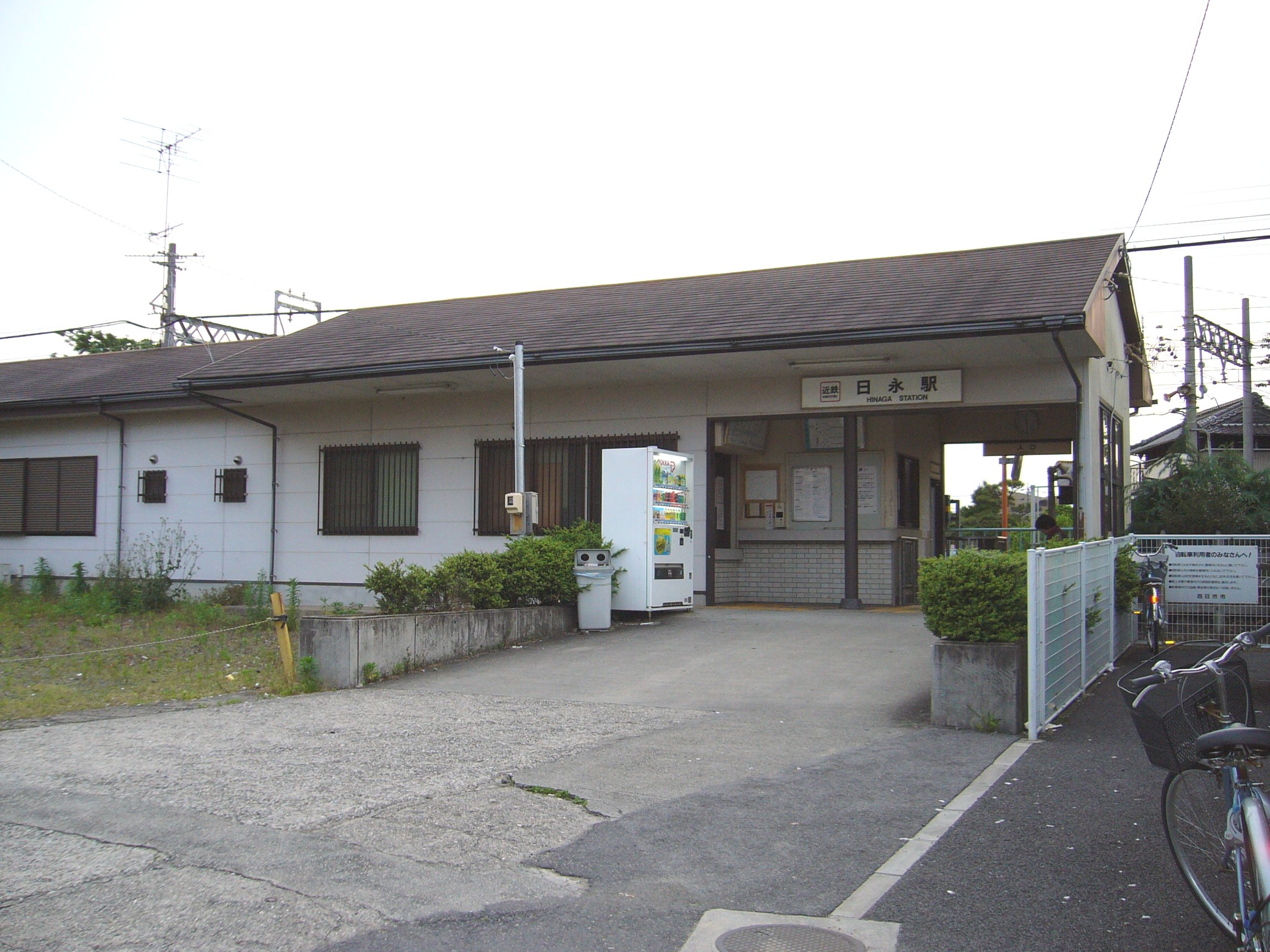
日永車站
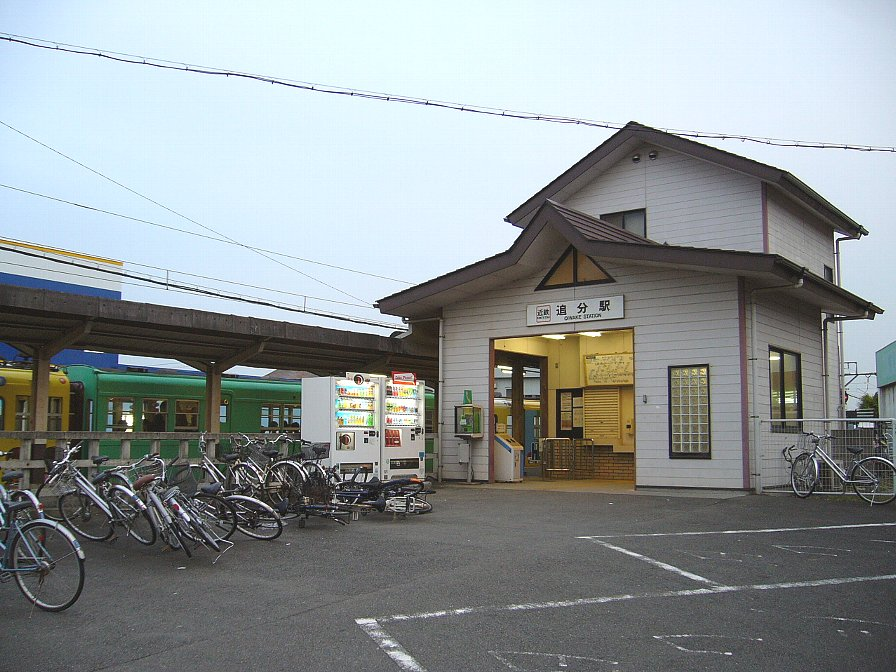
追分車站

### 公路
高速公路
- 東名阪自動車道：（桑名市） - 四日市系統交流道（日语：四日市ジャンクション） - 四日市東交流道（日语：四日市東インターチェンジ） - 御在所服務區 - 四日市交流道（日语：四日市インターチェンジ (三重県)） - （鈴鹿市）
- 伊勢灣岸自動車道：（川越町） - 三重朝日交流道 - 四日市系統交流道
- 新名神高速公路：四日市系統交流道 - 新四日市系統交流道（日语：新四日市ジャンクション） - （菰野町）
- 東海環狀自動車道：（東員町） - 新四日市系統交流道

## 觀光資源
四日市祭是四日市內諏訪神社每年固定在十月的第一個周六及周日舉行的例祭，至今已有三百年以上的歷史，但過去在二次大戰末期，由於空襲的緣故讓許多祭典中使用的物品遭到燒毀，故活動規模開始縮小，最後在1974年又因遭遇水災而停辦祭典。
不過同一時期，四日市當地的商工團體於1959年開始舉辦「四日市港祭」，並在1964年擴大規模，加入盆踊及提燈的活動，改為「大四日市祭」，並固定在每年八月的第一個周末舉行。
1997年，原本由諏訪神社舉行的「四日市祭」也開始恢復舉辦，因而目前四日市每年在夏季及秋季各有一場大型的祭典。

## 教育

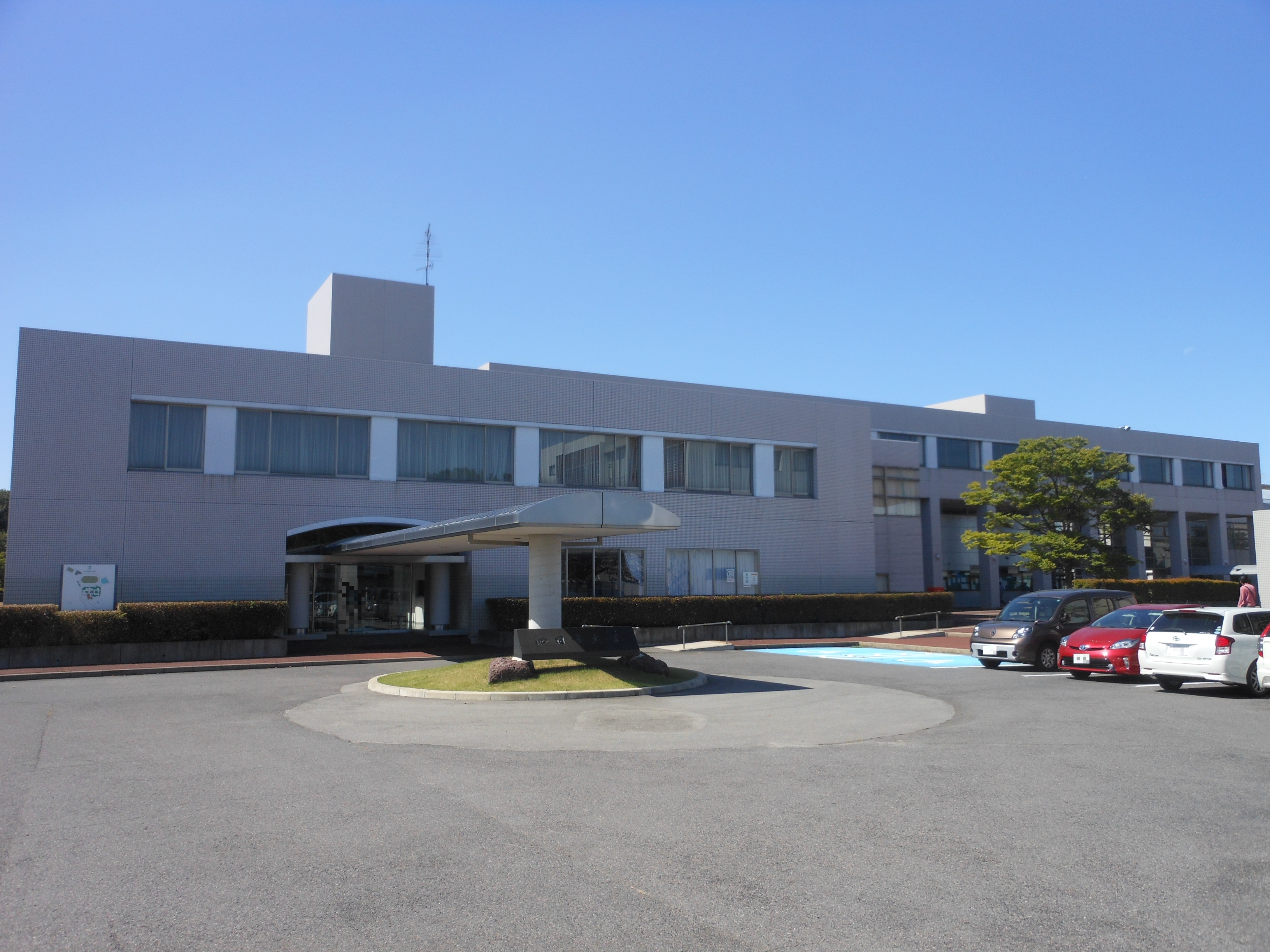
四日市大學本部樓

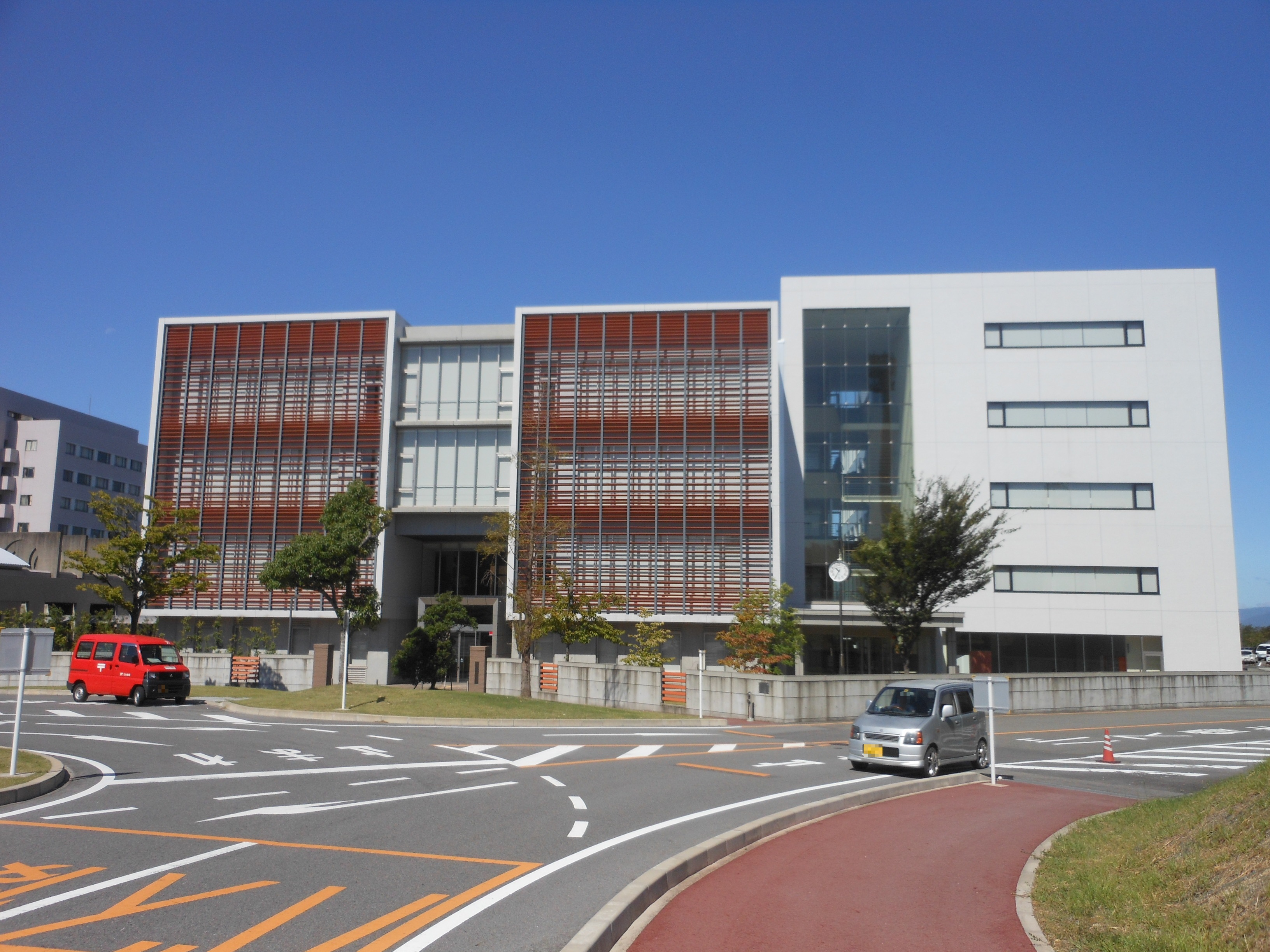
四日市大學校舍

四日市市內的高等教育學校主要為學校法人曉學園旗下的四日市大學和四日市看護醫療大學。

## 姊妹、友好城市

### 海外
- 長灘（美國加利福尼亚州洛杉磯郡）
兩地於1963年締結為姊妹都市。
- 天津市（中國）
兩地於1980年締結為友好都市。
- 悉尼港（澳大利亚新南威爾士州）
由於過去悉尼港是全球最主要的羊毛輸出港，四日市港則是全球最主要的羊毛輸入港，兩地因而在1968年締結為姊妹港。

## 外部連結
行政
- 四日市市
- 四日市市的X（前Twitter）
- 四日市市的Facebook專頁

立法
- 四日市市議会 （页面存档备份，存于）

観光
- 四日市観光協会 （页面存档备份，存于）
- よっかいちフィルムコミッション （页面存档备份，存于）